# Askeröfjorden

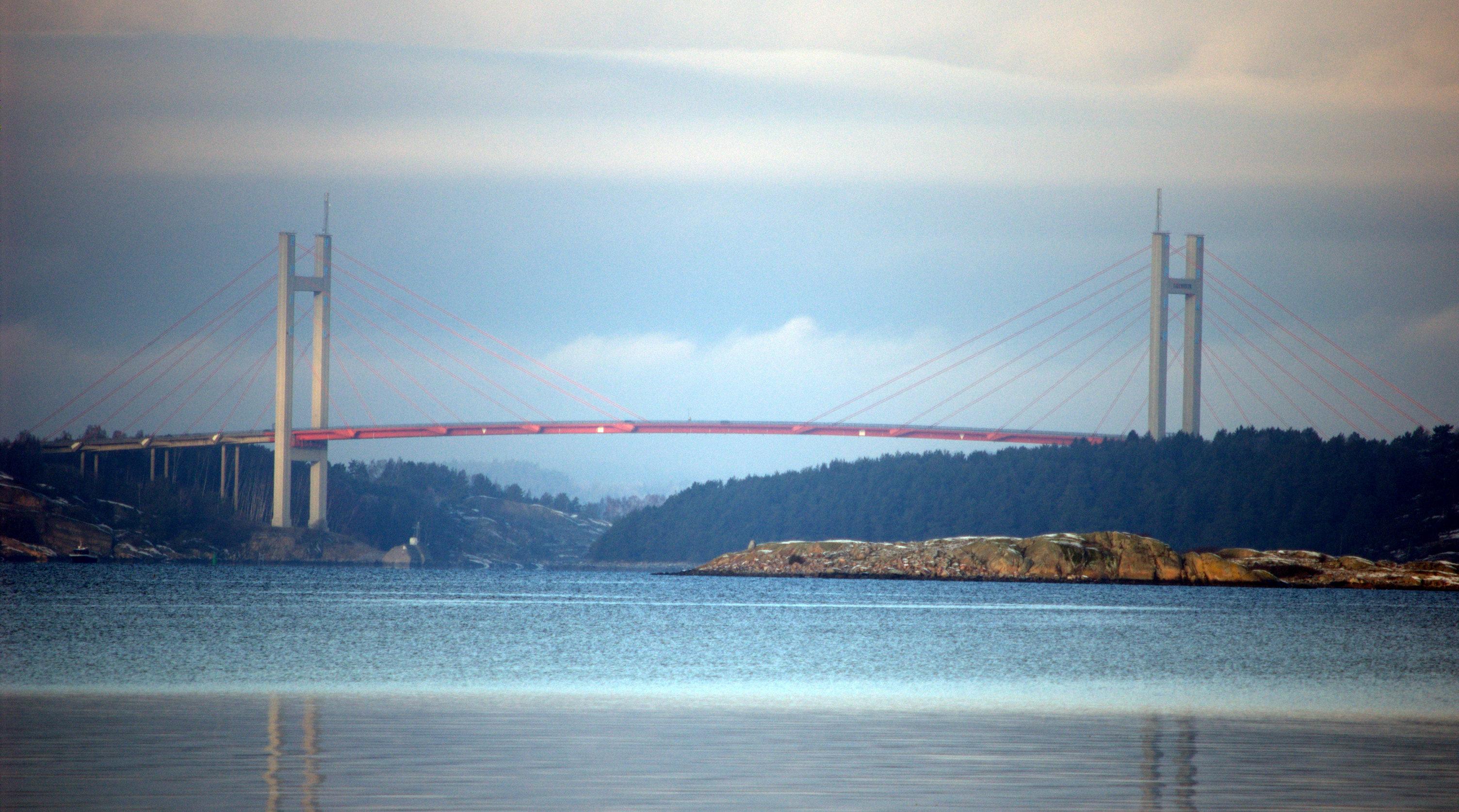
Askeröfjorden med Tjörnbron.

Askeröfjorden är ett sund mellan Stenungsunds och Tjörns kommuner i Bohuslän. Den gränsar i väster till Stigfjorden, i norr till Halsefjorden och i söder tillHakefjorden. Den årliga Tjörn Runt-regattan passerar genom Askeröfjorden.
Natten till den 18 januari 1980 störtade sju bilar ner i det vattnet efter att den gamla Tjörnbron hade rasat  efter en kollision av bulkfartyget Star Clipper. Tre av dem kom från fastlandssidan och fyra från Tjörnsidan innan man hann spärra av vägarna. Åtta människor omkom.